# Elise Løvenskiold

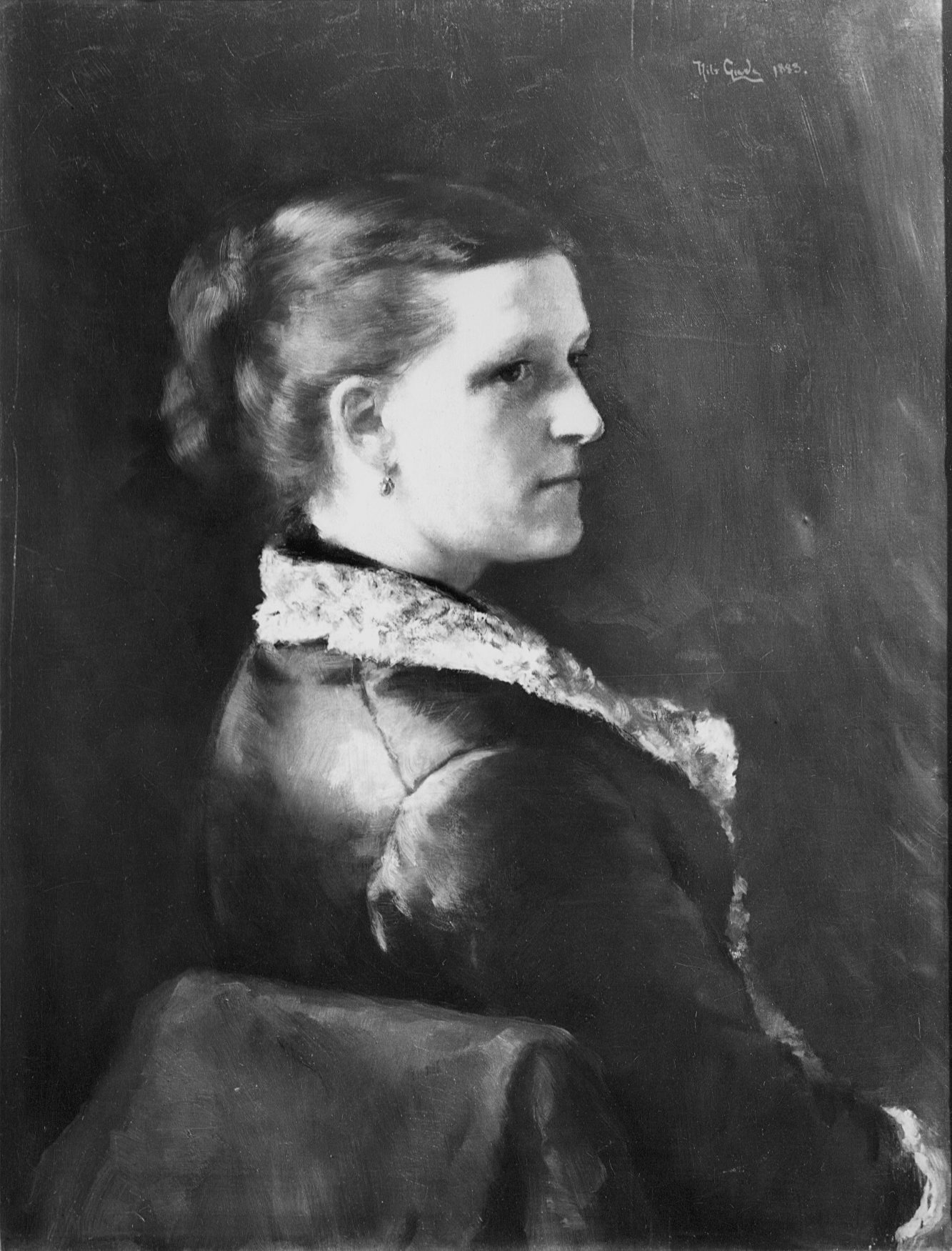
Elise Løvenskiold

Elise Løvenskiold, född Wedel Jarlsberg 16 februari 1844, död 15 januari 1923, var en norsk hovfunktionär.

## Biografi
Elise Løvenskiold var gift med Carl Otto Løvenskiold och sondotter till Herman Wedel-Jarlsberg.
Elise Løvenskiold var överhovmästarinna åt Sverige-Norges drottning Sofia av Nassau mellan 1887 och 1905. Under svensk-norska unionens tid fanns det en separat norsk hovstat som mötte kungaparet vid gränsen och tjänstgjorde under deras besök i Norge och sedan följde dem till gränsen igen, där de avlöstes av den svenska hovstaten. Den norska hovstaten var liten: 1890 hade hon bara en enda hovdam (hovfröken Helene Wilhelmine Johanne Bull) att vara chef över,  och 1903 en statsfru (Betsy Henriette Emilie Cappelen Rustad) och en hovfröken (Helene Wilhelmine Johanne Bull), samma år som överhovmästarinnan i den svenska hovstaten hade fem statsfruar och tre hovfröknar under sig.  Hon fick tjänstgöra ganska ofta eftersom drottning Sofia trivdes i Norge: somrarna 1890 och 1891 tillbringade hon på Skaugum i Asker, och mellan 1892 och 1904 tillbringade hon somrarna där.